# Grigorovič M-9
Grigorovič M-9 byl jednomotorový vyztužený dvojplošný ruský létající člun používaný v první světové válce. Jeho letové zkoušky probíhaly v Baku od 25. prosince 1915 do 9. ledna 1916. Prototyp létal s hvězdicovým devítiválcovým motorem Salmson o výkonu 103 kW chlazeným vodou. Poslední série již většinou létaly s řadovými motory různých výkonů až do 176 kW. Vrtule byla tlačná, dvoulistá, dřevěná. M-9 měl v přídi před oběma hlavními sedadly prostor střelce a pozorovatele. Byl zde instalován jeden pohyblivý kulomet, nebo kanón. Obvykle byly vybaveny také francouzským radiotelegrafickým přístrojem Rusé.
Sériové stroje sloužily na dvou nosičích vodních letadel v Černomořském loďstvu, Imperator Nikolaj I a Imperator Alexandr II a na jednom Baltského loďstva, Orlica. Byly uloženy na těchto válečných lodích, odkud byly před vzletem spouštěny na hladinu pomocí jeřábu. Na jednu loď se vešlo až devět vodních letounů. Účastnily se bojů v ruské občanské válce proti bělogvardějcům. Jednou z největších akcí M-9 byl nálet čtyř strojů 6. srpna 1919 na britské intervenční válečné lodě a vodní letouny zakotvené v baltské základně Burk. Devět kusů jich ukořistilo Finsko. Výroba byla ukončena v roce 1924. 

## Specifikace (M-9)

### Technické údaje
- Osádka: 2
- Délka: 9,00 m
- Rozpětí: 16,00 m
- Plocha křídel: 54,8 m²
- Max. vzletová hmotnost: 1610 kg
- Pohonná jednotka: 1 × kapalinou chlazený devítiválcový hvězdicový motor Salmson 9Dc
- Výkon pohonné jednotky: 111 kW (150 hp)

### Výkony
- Maximální rychlost: 110 km/h
- Výdrž ve vzduchu: 3,5 hodiny

### Výzbroj:
- 1x 7,7mm kulomet Vickers, nebo 1x 20mm kanón Oerlikon, nebo 1x 37mm kanón Puteaux